# Plectrohyla mykter
La rana arbórea de hocico aquillado (Plectrohyla mykter) es una especie de anfibio de la familia Hylidae endémico de la Sierra Madre del Sur de Guerrero, México1.

## Clasificación y descripción de la especie
Es una rana de la familia Hylidae del orden Anura. Es una especie de talla mediana. Los machos llegan a medir mientras que las hembras . El hocico es redondeado en vista dorsal y lateral, los dedos son largos y delgados. La coloración de cuerpo es café tostado a gris con pequeñas reticulaciones negras. Los costados y superficie posterior del muslo es amarilla o café tostado 3,4. 

## Distribución de la especie
Endémica de México, se conoce únicamente para la Sierra Madre del Sur de Guerrero en las localidades de Puerto del Gallo y Omiltemi 2,3,4.

## Hábitat
Vive a una elevación de 1,985 a 2,550 m.s.n.m. en bosque de pino encino y mesófilo de montaña 2,3,4.  Sus hábitats naturales son los montanos secos y los ríos1.

## Estado de conservación
Se encuentra como Amenazada en la Norma Oficial Mexicana 059, y en peligro de extinción en lista roja de la UICN por la destrucción de su hábitat natural1.